# Mausham
Mausham ist ein Gemeindeteil der Gemeinde Bayerbach bei Ergoldsbach im niederbayerischen Landkreis Landshut.

## Geografische Lage
Das Dorf Mausham liegt unmittelbar südlich des Kernortes Bayerbach und ist über eine Gemeindestraße mit der Kreisstraße LA 28 verbunden. Der den Ort durchfließende Mühlbach ist ein rechter Zufluss des Bayerbacher Baches. Der Bayerbacher Bach selbst verläuft am nordwestlichen Ortsrand.

## Geschichte
Der erste Nachweis des Ortes Mausham befindet sich in einem Auszug von 1434 aus dem Salbuch des Klosters St. Paul in Regensburg. Aus dem 15. Jahrhundert sind mehrere Urkunden bekannt, die den Ort als den Sitz des Geschlechtes der Maushamer und als Hofmark belegen. Im Jahr 1497 bestand Mausham aus einem Sedelhof und vier Häusern. 1542 ist das letzte Jahr, für das die Maushamer als Inhaber der Hofmark belegt sind. Danach wechselte die Hofmark mehrmals den Besitzer. 1752 bestand Mausham aus zwölf Anwesen. Von diesen war die Hofmarkherrschaft ein halber Hof und die anderen Anwesen Sechzehntelhöfe d. h. die Häuser und Gärten von Landarbeitern und Handwerkern.
Bei der Entstehung der Gemeinden in Bayern aufgrund der Gemeindeedikte wurde Mausham der Landgemeinde Feuchten zugeordnet. Bei der Volkszählung 1871 wurde das Dorf mit 119 Einwohnern erfasst. 1964 wurde die Gemeinde Feuchten aufgelöst und Mausham wurde nach Bayerbach eingegliedert.